# Цзунцзы

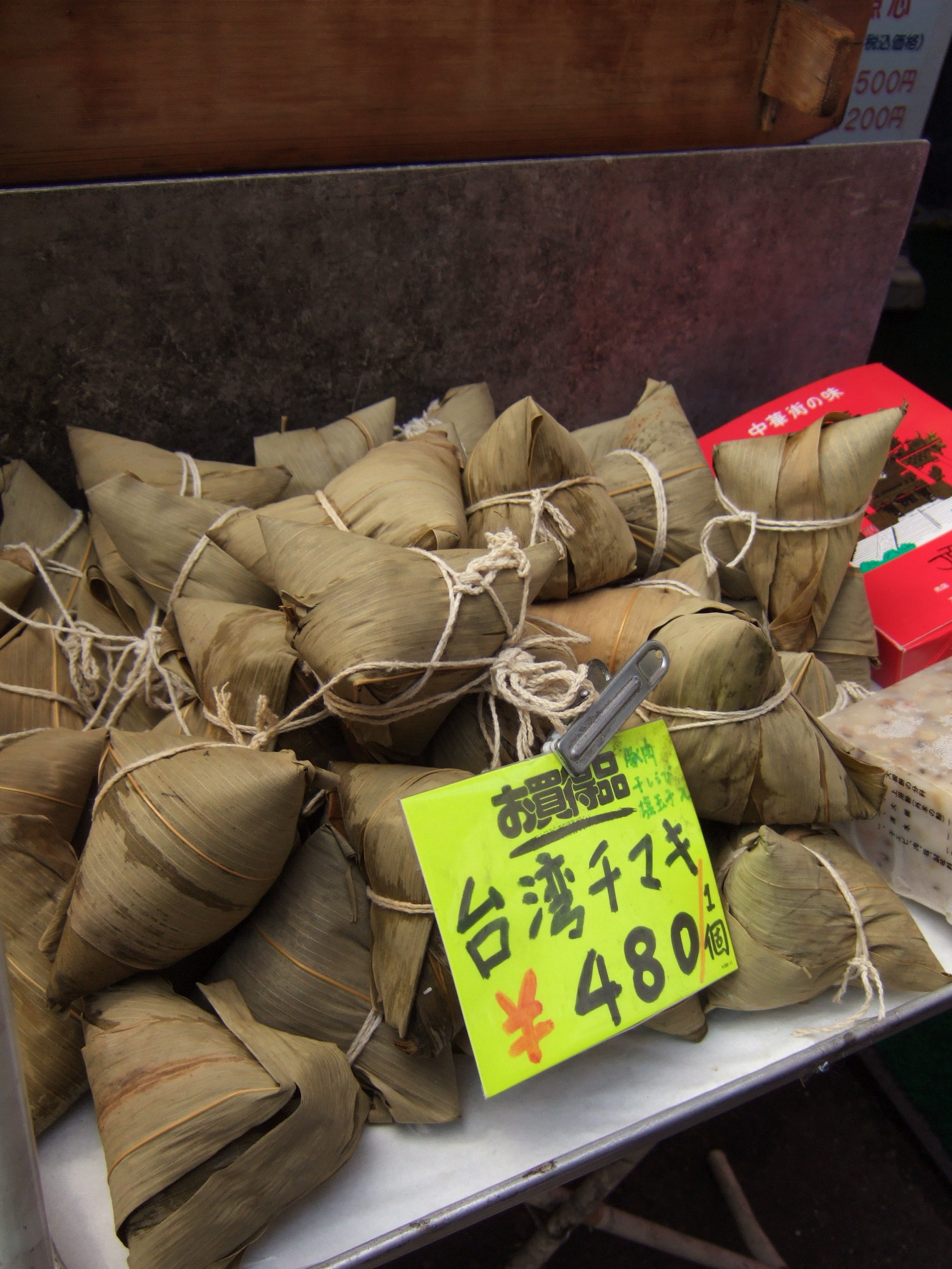
Пары связанных полуфабрикатов цзунцзы

Цзунцзы (кит. 粽子, пиньинь zòngzi) — китайское блюдо, клейкий рис с начинками, завёрнутый в бамбуковый, тростниковый или любой другой плоский лист, варёный на пару́.
От китайцев это блюдо заимствовали лаосцы, тайцы («бачанг»), кхмеры («ном чанг»), индонезийцы и малайцы (в последних двух странах это блюдо называется «бакчан» или «бачан», заимствование из чаошаньского наречия южноминьского языка). Также распространено китайско-филиппинское название «мачанг».

## Происхождение
Цзунцзы традиционно употребляются и дарятся на Празднике драконьих лодок, который отмечается в пятый день пятого лунного месяца (конец мая — середина июня) в память о Цюй Юане, знаменитом китайском поэте, жившем в царстве Чу в Период Сражающихся царств.
Знаменитый своим патриотизмом, Цюй Юань безуспешно пытался предупредить правителя и народ о воинственности соседнего царства Цинь. Когда циньский генерал Бай Ци взял столицу Чу, Ин, в 278 году до н. э., написал своё последнее произведение, «Плач о столице Ин» (кит. 哀郢, пиньинь Āi yǐng, палл. Ай ин) и утопился в реке Мило. Согласно легенде, местные жители стали кидать свёртки риса в воду, чтобы рыбы или водяной дракон не съели тело поэта.
В правление Цзинь цзунцзы начали употреблять на праздник драконьих лодок; в правление Тан форма цзунцзы стала на юге меняться на тетраидальную; при Сун популярность получила начинка из засахаренных фруктов. Примерно в XIII—XIV веках обёртка из листьев дикого риса сменилась на бамбук, а в качестве начинки стали использовать мясо и бобы.

## Описание

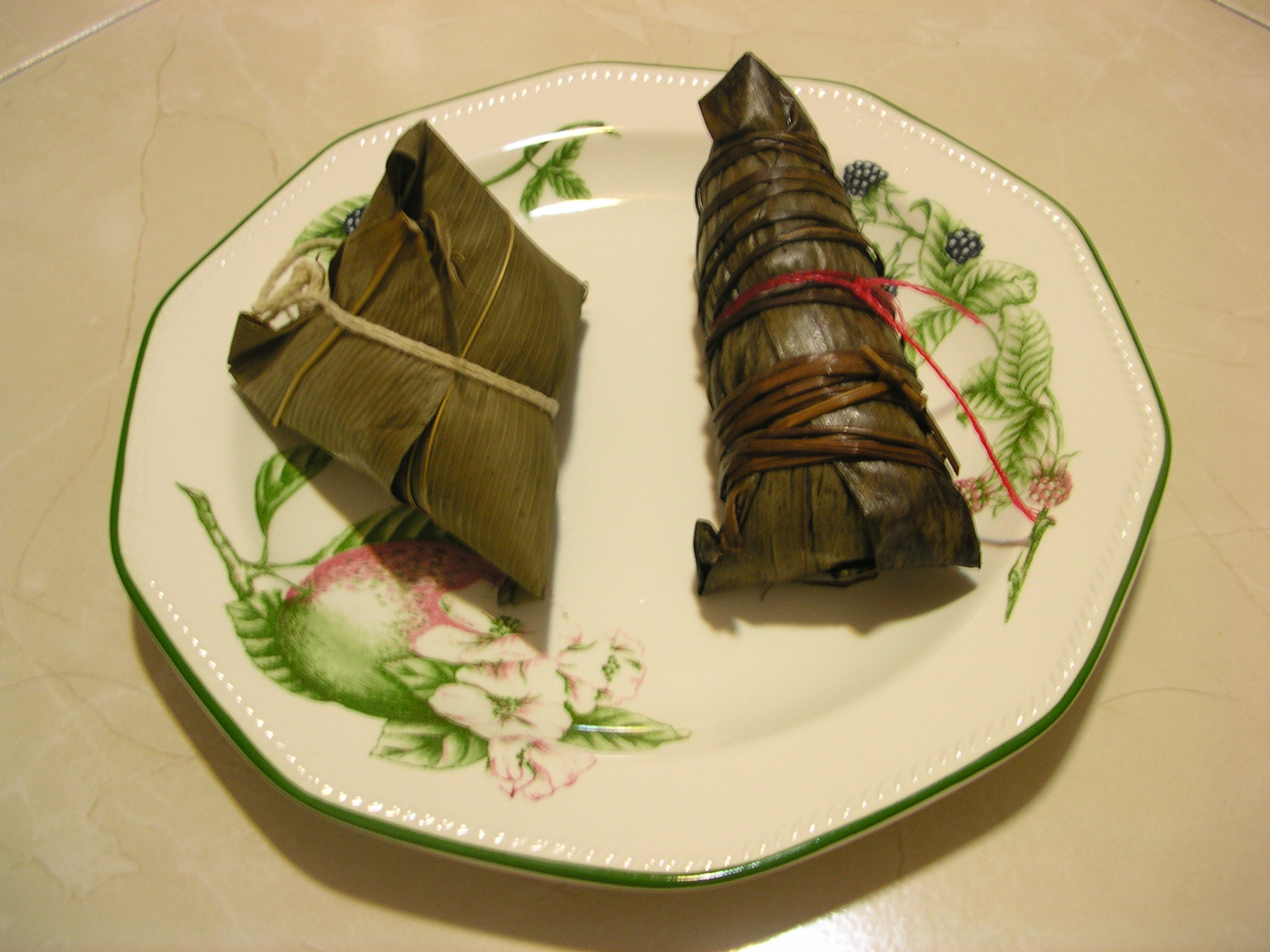
Цзунцзы южного и северного типа

Начинки цзунцзы варьируют от региона к региону, но клейкий рис используется всегда. Он может быть слегка поджарен или же предварительно вымочен.
Начинки от региона к региону отличаются: 
на севере — обычно сладкие (адзуки, тапиока или таро); 
на юге — солёные утиные яйца, свиной живот и грудинка, таро, курятина, колбаски, свиной жир и грибы сянгу. 
Кроме того, встречаются цзунцзы с машем, анко, зизифусом, китайским барбекю, каштаны, арахис, сушёный морской гребешок, хуншао-свинина.
Традиционные цзунцзы заворачивают в бамбуковые листья, однако встречаются варианты с листьями кукурузы, банана, канны, пандана, альпинии и лотоса. Каждый тип листьев передаёт рису свой оттенок вкуса. 
Форма цзунцзы в северных районах Китая цилиндрическая, а в южных — тетраэдральная. 
Цзунцзы варят на пару́ или в воде несколько часов.
В приготовлении обычно принимает участие вся семья.

### Разновидности

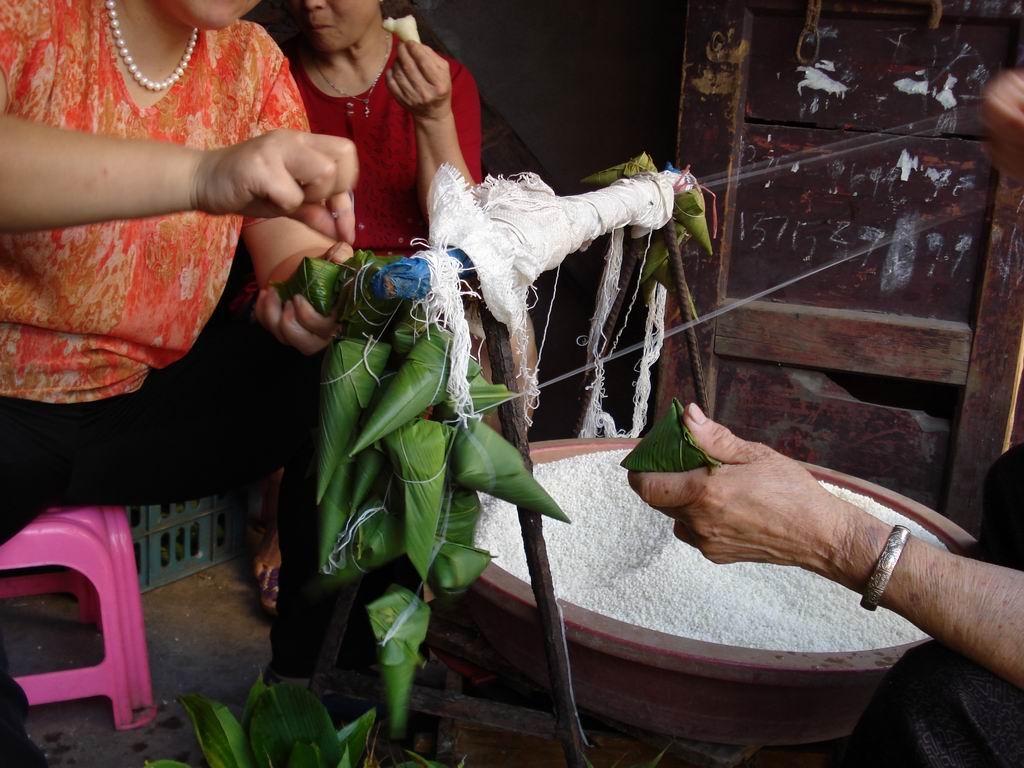
Изготовление цзунцзы

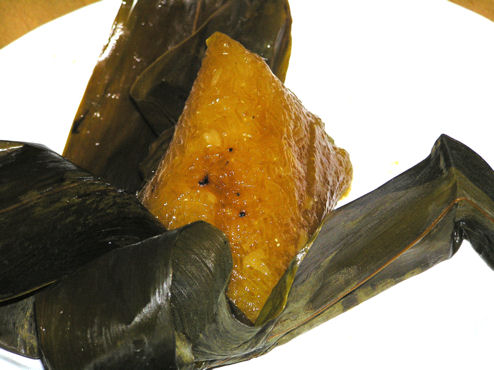
Щелочно́й цзунцзы без начинки

- «Цзясинские цзунцзы» (кит. трад. 嘉興粽子, упр. 嘉兴粽子, пиньинь Jiāxīng zòngzi): один из самых известных и популярных видов цзунцзы[2], названный по имени города Цзясин. Начиняется свининой, иногда машем, анко или солёными утиными яйцами.
- «Фальшивые цзунцзы» (кит. 假粽, пиньинь jiǎzòng, палл. цзяцзун): вместо риса используется рисовая мука.
- «Щелочны́е цзунцзы» (кит. трад. 鹼水粽, упр. 碱水粽, пиньинь jiǎnshuǐ zòng, палл. цзяньшуй цзун): десертные цзунцзы, в процессе приготовления которых рис промывают в щелочной воде, благодаря чему он приобретает жёлтый цвет. Щелочны́е цзунцзы обычно не начиняются, а если и имеют начинку, то она сладкая (например, анко), употребляются с сахаром или сладким сиропом.
- «Нёня-цзун» (кит. трад. 娘惹粽, пиньинь niángrě zòng, палл. нянжэ цзун): блюдо малайских китайцев. Начиняются свиным фаршем с засахаренной восковой тыквой, тёртым жареным арахисом и пряностями.
- «Тайваньские цзунцзы» (кит. трад. 臺灣粽, упр. 台湾粽, пиньинь Táiwān zòng): севернотайваньские цзунцзы (кит. 北部粽, пиньинь Běibù zòng, палл. бэйбу цзун) заворачивают в листья «Phyllostachys makinoi» и варят на пару́; южнотайваньские цзунцзы (кит. 南部粽, пиньинь nánbù zòng, палл. наньбу цзун) заворачивают в листья Bambusa oldhamii и варят в воде.